# Karolina Brunszwicka

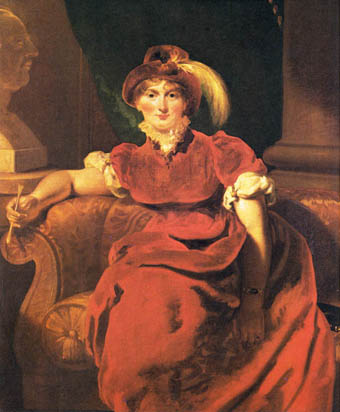

Karolina z Brunszwiku-Wolfenbüttel (ur. 17 maja 1768 w Brunszwiku, zm. 7 sierpnia 1821 w Londynie) – królowa Wielkiej Brytanii i Hanoweru jako żona króla Jerzego IV, wcześniej księżna Walii.
Była córką Karola Wilhelma, księcia Brunszwiku-Lüneburga-Wolfenbüttel oraz Augusty Charlotty, księżniczki Walii, siostry króla Jerzego III. 
Wyszła za mąż za swojego kuzyna, przyszłego króla Jerzego IV. Uroczystość odbyła się 8 kwietnia 1795 roku, w St. James’s Palace w Londynie. Jej małżonek uważał Karolinę za kobietę brzydką i niedbającą o higienę, poza tym podejrzewał, że w chwili ślubu Karolina nie była już dziewicą. On sam był już raz żonaty – w sekrecie ożenił się z Marią Fitzherbert, ale to małżeństwo było nieważne, ponieważ ojciec Jerzego nie wyraził na nie zgody.
Król Jerzy IV i Karolina mieli tylko jedno dziecko – córkę Charlottę Augustę (późniejszą żonę Leopolda I Koburga). Mąż notorycznie zdradzał Karolinę, jedną z jego kochanek była Grace Elliott. Ona również nie pozostawała mu dłużna i miała wielu kochanków, m.in. Włocha Bartolomea Pergamiego. Król wykorzystał to jako pretekst do wytoczenia małżonce procesu w oparciu o przyjętą przez parlament ustawę Pains and Penalties Bill z 1820 roku. Ustawę wycofano z parlamentu, gdyż królowa była popularna, natomiast króla obwiniano o spadek autorytetu rodziny królewskiej. Jerzy IV zabronił Karolinie uczestnictwa w jego koronacji 19 lipca 1821 roku. 
Karolina zmarła kilka tygodni później w wieku 53 lat w Brandenburg House w Hammersmith i była ostatnią królową-małżonką, która nie przeżyła swojego króla-męża. Została pochowana w katedrze w Brunszwiku, jednak przejściu konduktu żałobnego z Londynu do portu w Harwich towarzyszyły blokady i demonstracje. 
William Hone napisał satyryczny poemat o królowej, zatytułowany Caroline.